# Municipio de Eden (condado de Sac)
El municipio de Eden (en inglés: Eden Township) es un municipio ubicado en el condado de Sac en el estado estadounidense de Iowa. En el año 2010 tenía una población de 188 habitantes y una densidad poblacional de 2,01 personas por km².

## Geografía
El municipio de Eden se encuentra ubicado en las coordenadas 42°30′53″N 95°12′48″O / 42.51472, -95.21333. Según la Oficina del Censo de los Estados Unidos, el municipio tiene una superficie total de 93.52 km², de la cual 93,3 km² corresponden a tierra firme y (0,24 %) 0,22 km² es agua.

## Demografía
Según el censo de 2010, había 188 personas residiendo en el municipio de Eden. La densidad de población era de 2,01 hab./km². De los 188 habitantes, el municipio de Eden estaba compuesto por el 97,87 % blancos, el 1,6 % eran de otras razas y el 0,53 % eran de una mezcla de razas. Del total de la población el 3,19 % eran hispanos o latinos de cualquier raza.